# 李岩 (京剧演员)
李岩（1947年—），中国京劇表演艺术家，一级演员，行當是文武老生。李宗義之子。

## 生平
李岩七歲開始學藝，承襲余派唱腔，不花巧，但嗓音清楚瞭亮。李岩也把這種中國傳統藝術帶入現實生活中，包括曾經教電影《霸王別姬》中的男主角張豐毅唱霸王，在京剧《宰相劉羅鍋（初试）、（夜审）》中演乾隆，又在台灣著名男演唱人王力宏《蓋世英雄》一曲中獻唱京劇。